# William Chalmers Burns
William Chalmers Burns (宾 惠 廉, 1 de abril de 1815 – 4 de abril de 1868) foi um Evangelista Escocês e Missionário na China com a Missão Presbiteriana Inglesa, que se originou em Kilsyth, North Lanarkshire . Ele foi o coordenador das missões ultramarinas da Igreja Presbiteriana Inglesa. Ele se tornou um evangelista conhecido por sua participação em dois reavivamentos religiosos anglo-americanos periódicos.

## Biografia
Burns foi criado em uma família abastada. Terceiro filho de um ministro da igreja local, William Hamilton Burns (1779-1859) e Elizabeth Chalmers (1784-1879). Aos dezessete anos, a fé de Burns foi fortalecida por meio de uma tragédia, e ele posteriormente começou seus estudos teológico no Marischal College em Aberdeen e no Divinity Hall da Universidade de Glasgow. (Seu irmão Islay, autor de Memórias, posteriormente foi professor na mesma unversidade).
Durante uma reunião de avivamento, ele encontrou uma experiência na qual se tornou evidente que Deus o havia designado particularmente para Seu serviço. Em 1839, aos 24 anos, Burns obteve a licença para pregar no Presbitério de Glasgow.
Enquanto ainda estava em sua terra natal , a Escócia, ele experimentou, junto com o pregador Robert Murray M'Cheyne, reuniões de avivamento genuíno. Foi uma das ferramentas das quais resultaram os grandes avivamentos espirituais em sua cidade natal, Kilsyth, que aconteceram a partir de 23 de julho de 1839. Burns pregou na Catedral de São Pedro em Dundee enquanto Robert Murray M'Cheyne estava fora em missão para os judeus na Palestina. Os dias de avivamento também afetaram Dundee profundamente e continuaram depois que M'Cheyne voltou para a São Pedro em novembro de 1839.
Em 1843, Burns aliou-se a Thomas Chalmers na cisão da Igreja da Escócia . Em 1845, ele visitou o Canadá com seu tio, Rev. O Dr. Robert Burns, ministro de Paisley, e o jovem Burns pregaram pela causa da Igreja Livre em muitas comunidades, incluindo Montreal, Canadá Leste e no condado de Glengarry, onde pregou em inglês, gaélico e francês. Mais tarde, ele viajou para o Canadá Ocidental, embora houvesse interesse em seu ministério na França. Seu tio permaneceu no Canadá, tornando-se ministro da Knox Church, Toronto e, mais tarde (1856-1869), professor do Knox College, University of Toronto .
Em 1847, Burns foi para o império chinês via Hong Kong. Durante essa longa viagem de navio, ele passou muito tempo estudando a língua chinesa. Ele começou seu serviço missionário durante o final da Dinastia Qing no Reino Unido de Hong Kong e passou a pregar em locais como Shantou, Xiamen e Pequim.
Em 1855, Burns conheceu Hudson Taylor e os dois trabalharam juntos por algum tempo. Ambos tiveram a coragem de avançar para o interior da China. Hudson Taylor considerava Burns um de seus mentores espirituais e escreveu sobre a profundidade da vida de oração de Burns. Taylor, no entanto, influenciou Burns na maneira como procurou contextualizar seu ministério, quebrando a tradição missionária de usar roupas chinesas enquanto evangelizava no interior da China. Durante seus vinte anos de pregação do evangelho na China, Burns também passou um curto período injustamente preso em Guangzhou.
Em 1868, Burns morreu após uma curta doença em Yingkou (Newchwang), (província de Liaoning).
Uma das citações mais conhecidas de William Burns foi: " Estejais sempre prontos " ( 1 Pedro 3:15).